# Hyundai Matrix
Hyundai Matrix – samochód osobowy typu minivan klasy miejskiej produkowany pod południowokoreańską marką Hyundai w latach 2001 – 2010.

## Historia i opis modelu

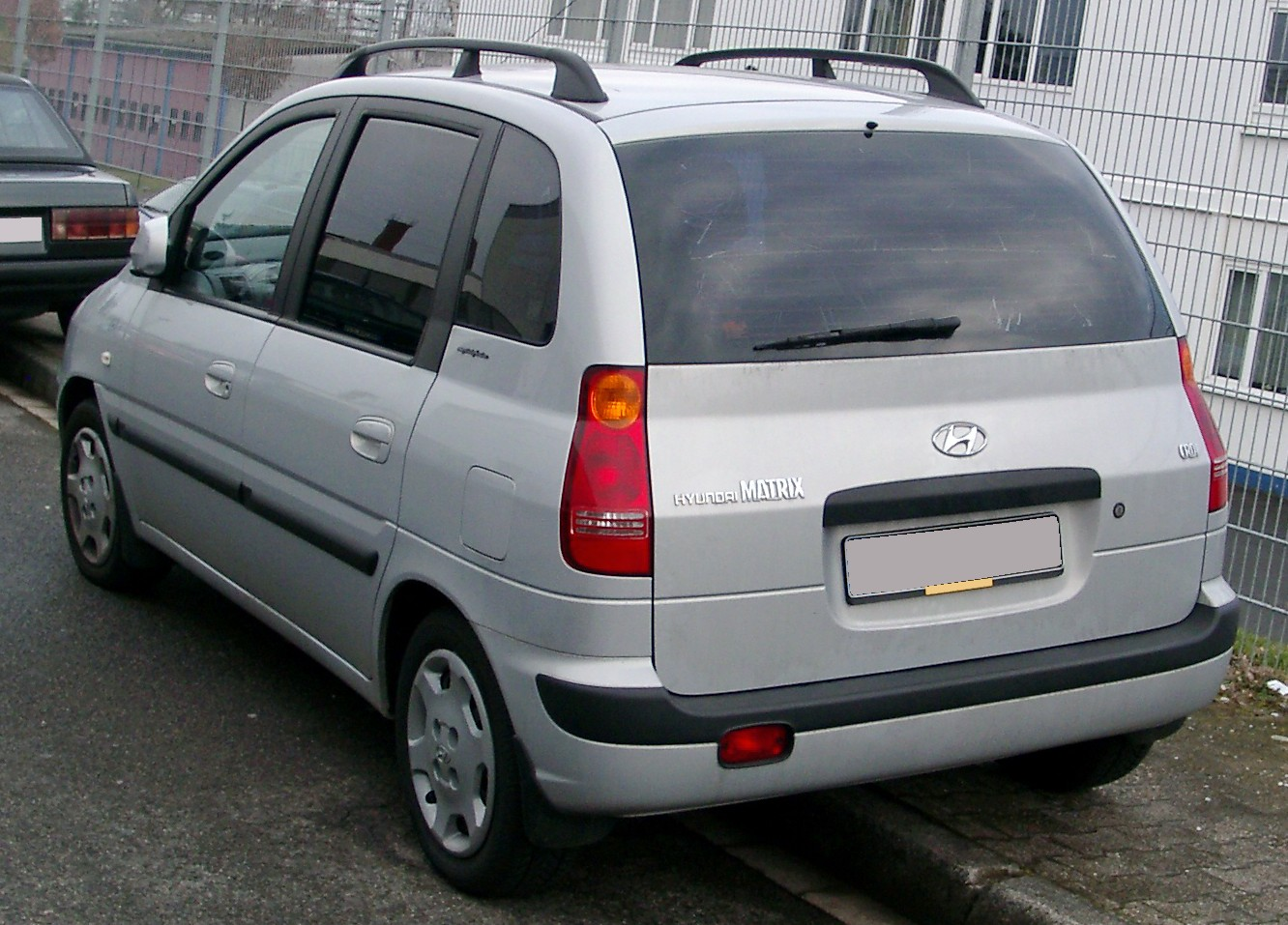
Hyundai Matrix - tył

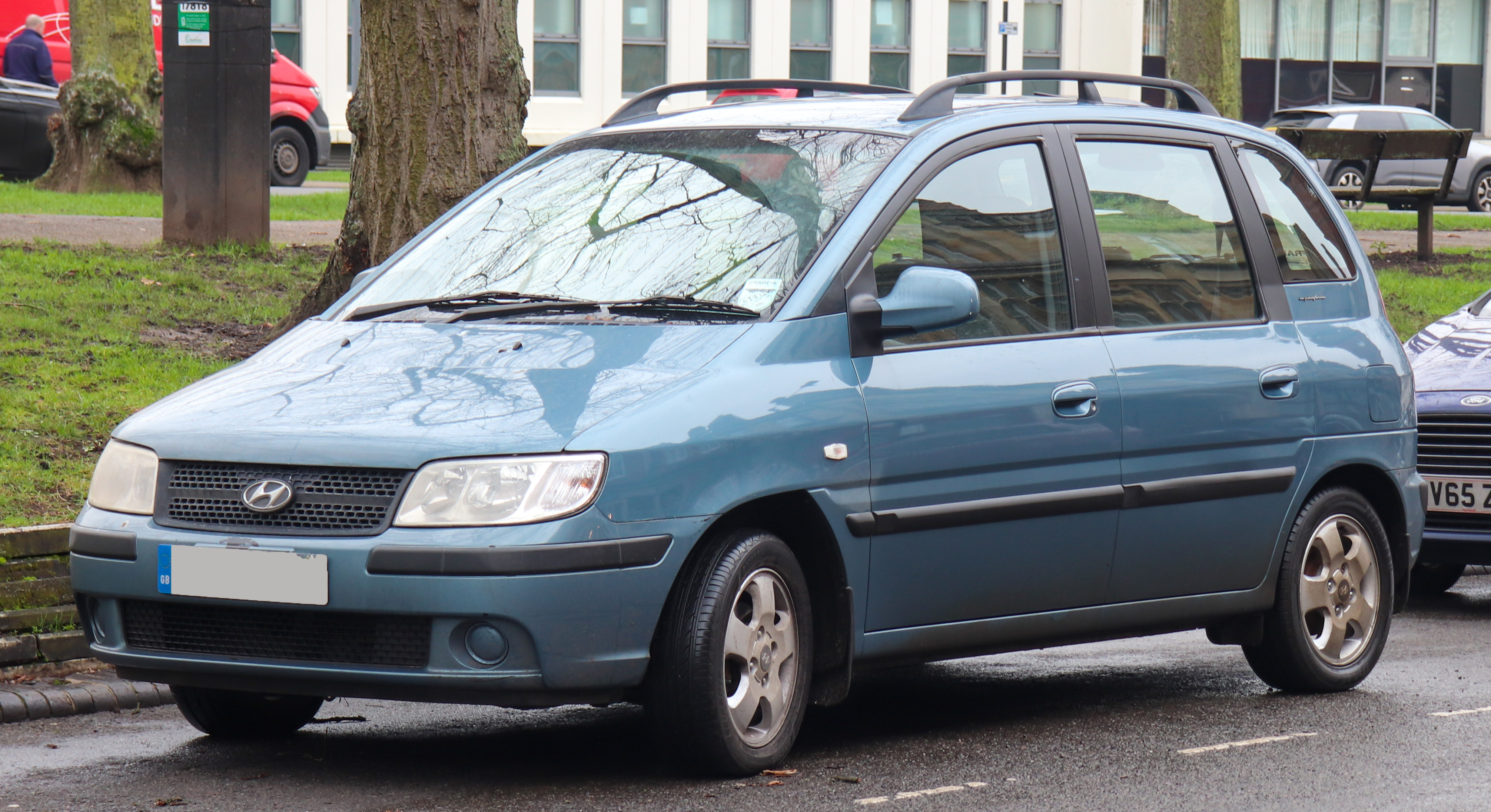
Hyundai Matrix po liftingu

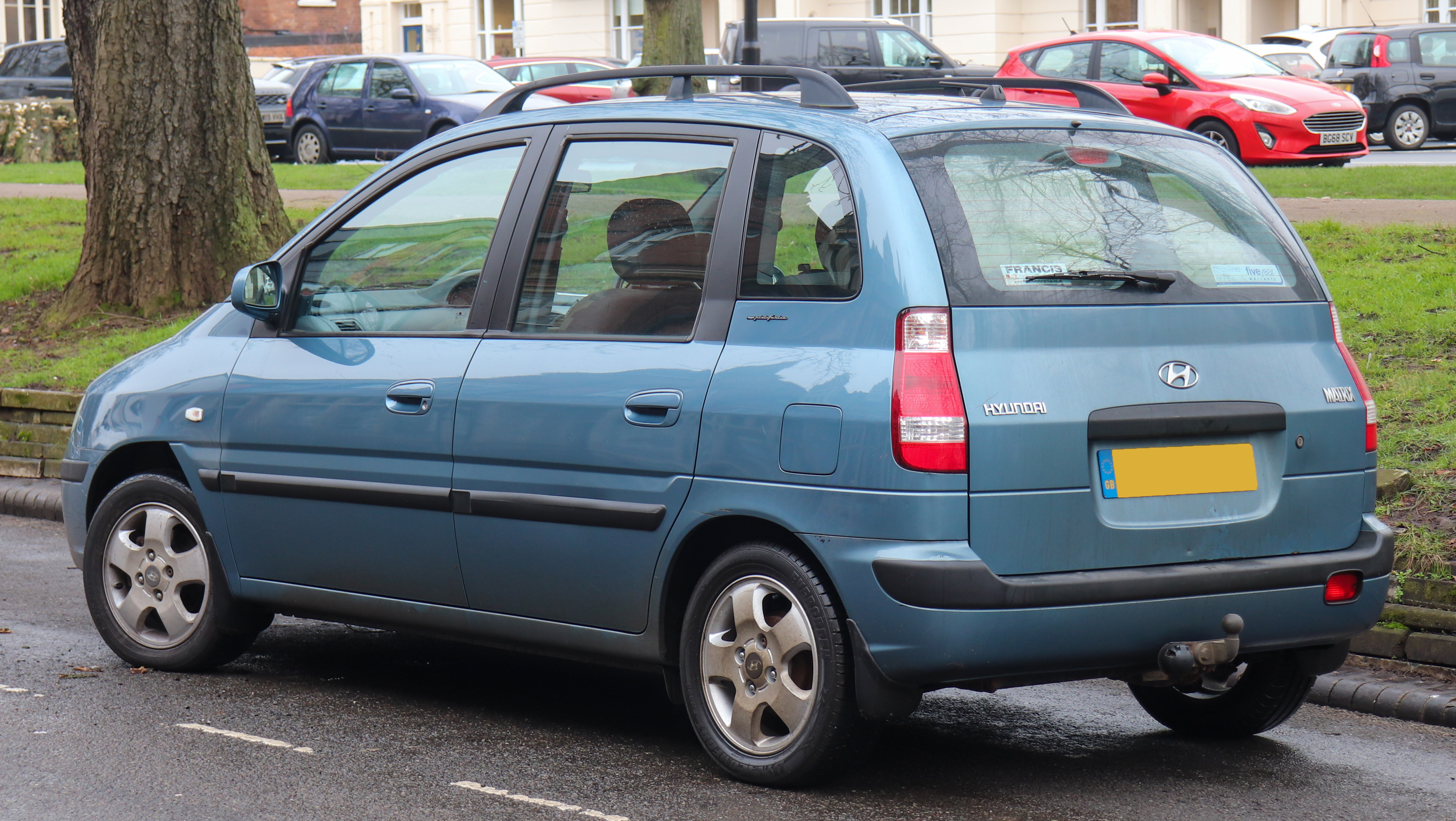
Hyundai Matrix - tył po lifitngu

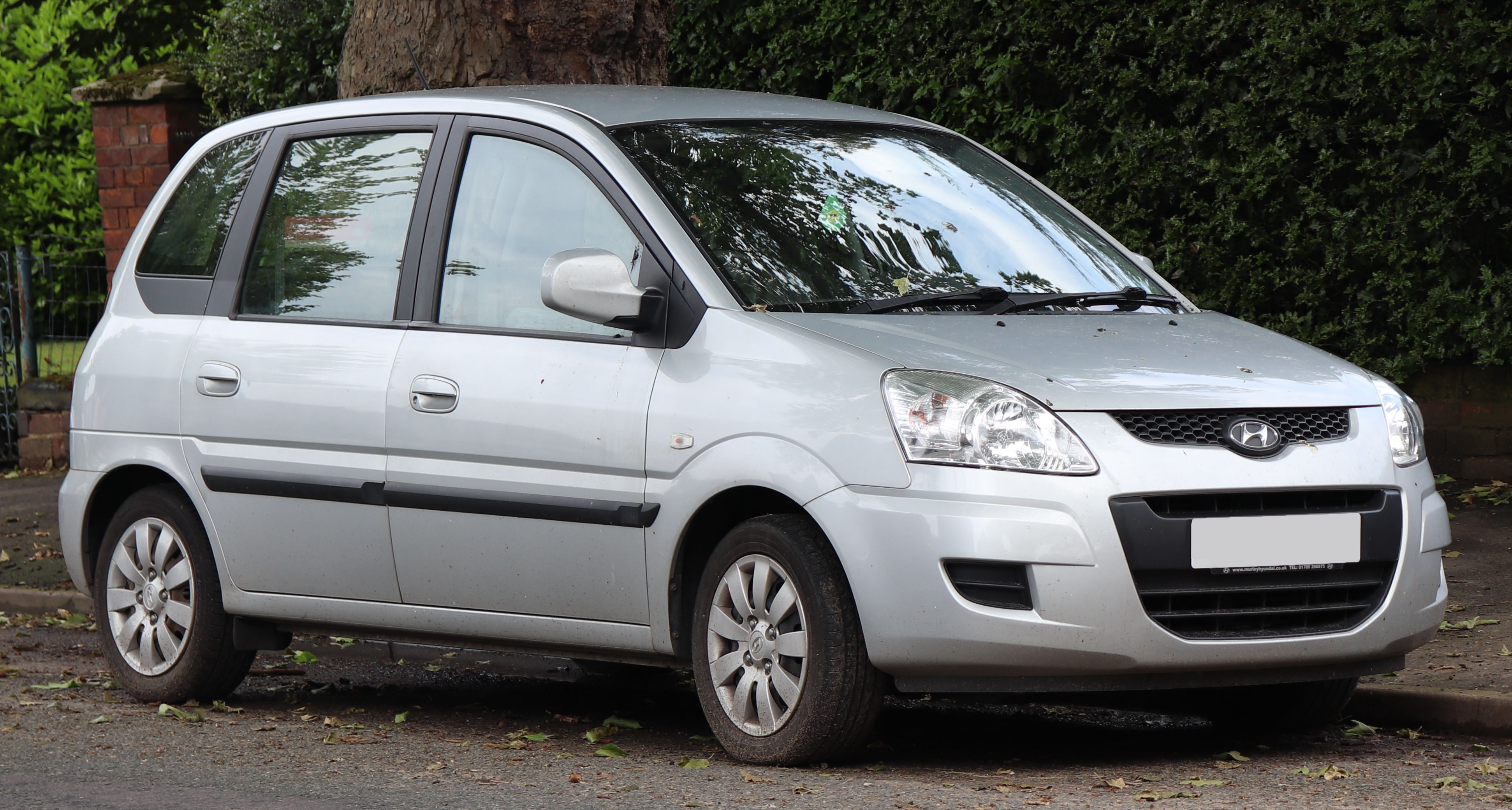
Hyundai Matrix po drugim liftingu

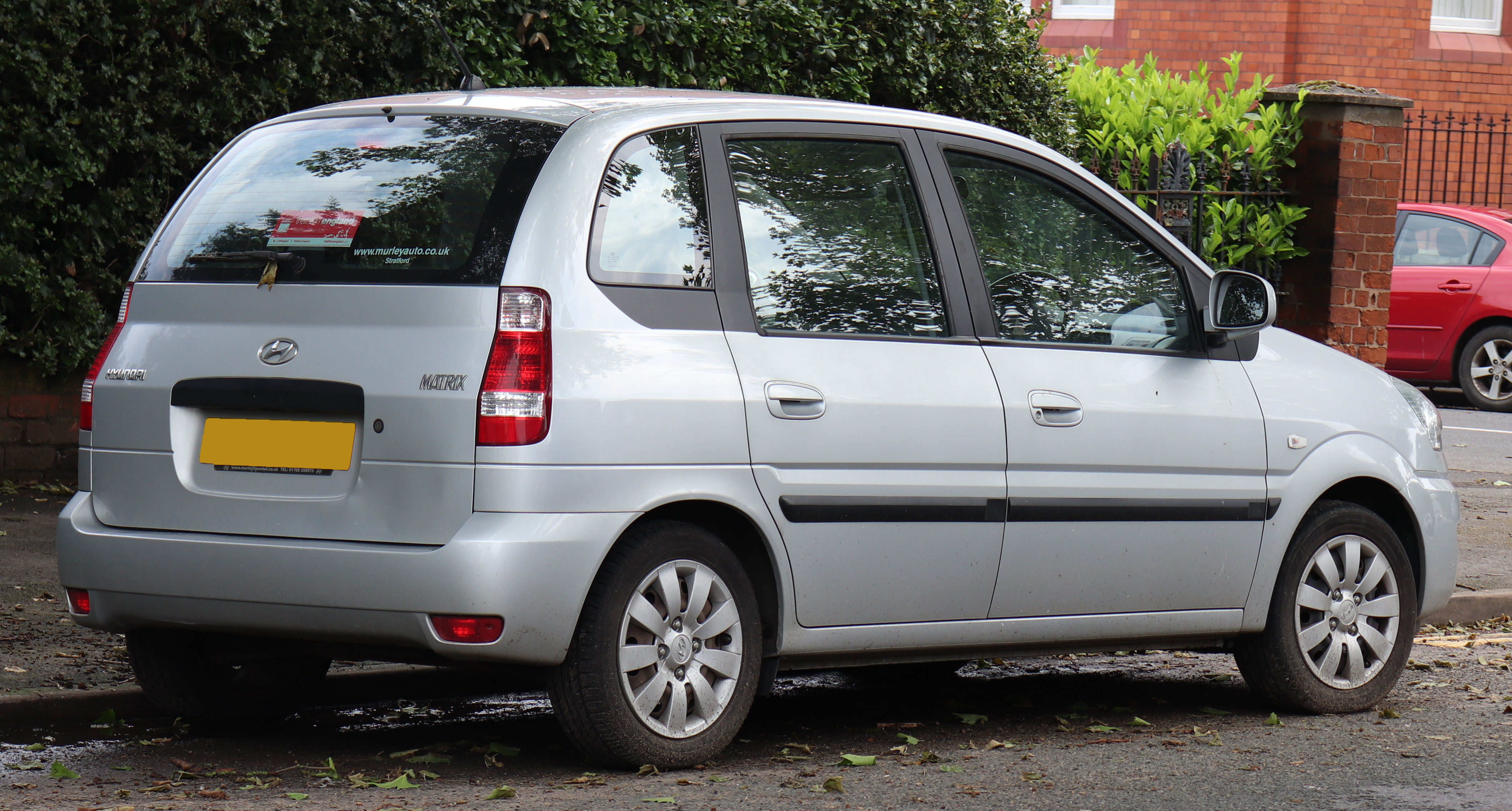
Hyundai Matrix - tył po drugim liftingu

W schyłkowym okresie produkcji rodzinnego modelu Santamo, Hyundai zdecydował się zmodernizować i poszerzyć ofertę swoich minivanów nie tylko o większego Trajeta, ale i o mniejszego Matriksa. Światowa premiera samochodu odbyła się w kwietniu 2001 roku podczas wystawy samochodowej w Lipsku. 
Awangardowa stylizacja pojazdu charakteryzująca się m.in. nieregularną linią okien, a także podwójnym przetłoczeniem otaczającym kabinę pasażerską, została zlecona włoskiemu studiu projektowemu Pininfarina. Choć Hyundai Matrix oparty został na platformie kompaktowej Elantry, to jednak jego konkurentami były miejskie minivany jak m.in. Opel Meriva.
Kabina pasażerska umożliwiała pomieszczenie pięciu pasażerów, z kolei tylna kanapa była dzielona, składana oraz przesuwana. Lewarek zmiany biegów umieszczony został na podwyższeniu, z kolei zegary ulokowane zostały w centralnym punkcie deski rozdzielczej przy nachyleniu w stronę kierowcy. W gamie jednostek napędowych znalazły się zarówno silniki wysokoprężne, jak i benzynowe. 

### Restylizacje
Podczas trwającej 9 lat produkcji Hyundaia Matrix, samochód przeszedł dwie restylizacje nadwozia. Pierwsza, przeprowadzona w połowie 2005 roku, była niewielka, przynosząc inny wygląd plastikowej atrapy chłodnicy i zderzaka, a także białe nowe wkłady lamp tylnych. 
Druga, znacznie obszerniejsza modernizacja, miała swój debiut w marcu 2008 roku podczas Geneva Motor Show. Samochód otrzymał zupełnie nowy wygląd pasa przedniego nawiązującego do nowocześniejszych konstrukcji producenta, zyskując wyżej osadzone trójkątne reflektory, wyżej osadzoną węższą atrapę chłodnicy, a także jednobarwne zderzaki i czarną nakładkę za tylnymi drzwiami upłynniającą bieg linii okien.

### Sprzedaż
Na rodzimym rynku południowokoreańskim Matrix był sprzedawany pod nazwą Hyundai Lavita, z kolei w Australii i Nowej Zelandii nosił on nazwę Hyundai Elantra Lavita. Na rynku malezyjskim pojazd wytwarzało z kolei lokalne przedsiębiorstwo Inokom jako Inokom Matrix.

### Silniki
- L4 1.5l Alpha II
- L4 1.6l Alpha II
- L4 1.8l Beta II
- L3 1.5l Turbodiesel
- L4 1.5l Turbodiesel